# Давньогрецька філософія
Давньогре́цька філосо́фія — традиційно в українській історії філософії розглядається як одна з двох гілок античної філософії. При такому поділі часові рамки давньогрецької філософії охоплюють період від 6 століття до н. е. до приблизно 6 століття після народження Ісуса Христа. У вужчому сенсі термін «давньогрецька філософія» охоплює час від зародження до елліністичної філософії.
Філософія зародилась у Стародавній Греції близько 6 століття до н. е., як новий раціоналістичний спосіб бачення світу на противагу міфологічному світогляду попередніх століть. У своєму становленні вона спиралася на старогрецьку міфологію у давньогрецьке мистецтво та поезію та на ті фізичні, математичні, астрономічні знання, які вже були накопичені попередніми цивілізаціями Середземномор'я.
Особливістю філософії Стародавньої Греції була схильність до космології, тобто до пояснення природи речей. Цим вона відрізняється від філософій Стародавньої Індії та Стародавнього Китаю, які почали складатися приблизно одночасно, в період, що одержав назву осьової доби. Індійська філософія бачила головну проблему в особистому вдосконаленні людини на шляху до просвітлення, тоді як китайську в основному цікавили питання управління державою. У давньогрецькій філософії психологія та етика обґрунтовувалися космологією.
Завдяки своєму ухилу до космології давньогрецька філософія містила в собі зачатки природознавства, яке виділилося з філософії набагато пізніше. Давньогрецька філософія має фундаментальне значення для всієї західної філософії.

## Періодизація
Завдяки особливому місцю в давньогрецькій філософії Сократа, Платона та Арістотеля, в ній виділяють досократівський період, період класичної грецької філософії, період еллінізму, який змінився періодом неоплатонізму. Ці періоди корелюють із історичними подіями в старогрецькому світі. Давньогрецька філософія почала складатися в грецьких полісах-колоніях. Після завоювань Александра III Великого грецька культура поширилася на завойовані країни, започаткувавши таким чином елліністичний період. В епоху римського панування грецька та римська культура й філософія значною мірою зрослися. З поширенням християнства грецька філософія почала втрачати свій вплив. Після падіння Західної Римської імперії почалася епоха Середньовіччя, в яку здобутки грецької філософії були втрачені європейською культурою, однак твори грецьких мудреців були збережені в ісламських країнах, і повернулися в Європу на початку 2 тисячоліття. Попри те, що ісламська філософія зберегла для людства філософські твори греків, її ставлення докорінно змінилося з часів Аль-Газалі.

## Досократики
Перші школи старогрецької філософії відомі під назвою натурфілософських, оскільки в основі їхнього вчення лежали міркування про те, як влаштований світ. Ці школи були вільними об'єднаннями, в яких навколо мудреця-вчителя збиралися однодумці та учні з вільних громадян полісів. Пошуки істини часто приймали форму філософських диспутів. Характерною рисою тих часів були мандрівні мудреці, завдяки яким відбувався обмін філософськими ідеями. Відомості про думки найбільш ранніх філософів Стародавньої Греції збереглися в основному в переказах авторів пізніших століть. Для творів грецьких філософів характерний виклад у вигляді діалогів, що породило поняття «діалектика».

### Мілетська школа
Першою з натурфілософських шкіл була Мілетська школа (6 століття до н. е.), заснована Фалесом. Для мілетської школи характерне уявлення про те, що всі речі повинні походити з єдиного речового начала, яке вони називали стихією. Ця первісна стихія втілює в собі основну рису світу речей — його безперервне становлення. Первісною стихією Фалес вважав воду. Його послідовник Анаксімандр брав як основу всього сущого (архе) хаотичне «безмежне» (апейрон), що рухається одвічно й укладає в собі протилежні начала, з яких складаються світи. Анаксімен вважав, що ця безмежна і невизначена стихія є повітрям: всі речі утворюються з нього шляхом згущення і розрідження; воно оживляє все своїм диханням як душа. До натурфілософського напрямку належала низка філософів 5 століття (Гіппон, Ідей, Діоген Аполлонійський).
У 5 столітті до н. е. виникли космогонічні і натурфілософські вчення, які виділяли не одну, а кілька першооснов усіх речей. Ці первооснови перебувають у постійному русі й взаємодії. Таке вчення Емпедокла, який як початкові приймає незмінні чотири стихії: вогонь, повітря, воду і землю. Об'єднання і розпад сполучень цих стихій дією любові та ворожнечі призводять до виникнення і загибелі речей; любов і ворожнеча виступають як нематеріальні причини руху. У вченні Анаксагора як причина і рушій змін висувається нематеріальний всеосяжний розум. Поряд із ним Анаксагор стверджував існування безлічі матеріальних елементів, носіїв різних якостей, — «гомеомерій», які містять в собі, кожна по-своєму упорядкована, всі якості речей.
Вчення Геракліта Ефеського трактують, особливо з позицій марксизму-ленінізму, як яскравий зразок ранньої діалектики давньогрецької філософії. У дусі уявлень іонійської натурфілософії про загальну мінливість усіх речей Геракліт розвинув вчення про вічно живий вогонь як універсальне першоджерело, про боротьбу протилежностей, в якій знаходить згоду та постає єдиний узгоджений космос. Єдність, яка є ніщо інше як боротьба протилежностей, — це логос, слово, вічний закон космосу.

### Піфагорійство
Іншою ранньою школою давньогрецької філософії був піфагореїзм (заснований Піфагором у 6 столітті до н. е.). Коли мудреці з мілетської школи шукали речове, матеріальне першоджерело світу, піфагорійці на перший план ставили закон, логос, започаткувавши ідеалістичний напрям у філософії. Першооснову цього закону вони бачили в натуральних числах. Спочатку речі ототожнювалися з числами, пізніше числа осмислювалися як принципи і причини речей. Число є основою будь-якої міри, гармонії і пропорційності. У ньому здійснюється синтез єдності і множини. Поряд із безмежним піфагорійці приймали межу, а Всесвіт розглядався як гармонійне поєднання протилежних начал через число. Послідовники Піфагора — Філолай, Архіт Тарентський, Лісій, Евріт та інші філософи 5-4 століття побудували своєрідну систему музично-математично-астрономічної космології, яка, розвиваючись впродовж двох століть існування піфагорейської школи, була потім багато в чому успадкована платонівською Академією.

### Елейська школа
Елейська школа (6-5 століття до н. е.) наголошувала на незмінності першооснови світу й на позірності змін у ньому у вченні про вічність істинно-сущого буття. Засновником елейскої школи був поет Ксенофан з Колофона. Закінчену форму вчення еліатів отримало у Парменіда, який навчав про істинно-суще як про єдине, вічно-незмінне, нерухоме буття, яке не може ні утворюватися з нічого, ні перетворюватися в ніщо. Є одне позитивне буття, небуття ж немає, а тому воістину немає безлічі речей, немає походження і знищення і немає руху, бо вони передбачають небуття у просторі (порожнечу) і в часі. Множинний світ чуттєвих відчуттів сам по собі неістинний. Мелісс і Зенон (5 століття до н. е.) розвинули це вчення у полемічній формі. Відомі апорії Зенона розкривають суперечності, притаманні самим поняттям множини, величини, місця, руху.

### Атомізм
Представники школи атомізму Левкіпп і Демокріт з Абдери (5-4 століття до н. е.) поклали в основу всього сущого атоми, що рухаються у порожнечі. Атоми, будучи незмінними, вічними, непроникними і неподільними, розрізняються за розміром та формою і цим зумовлюють усю різноманітність явищ. Демокріт проводив думку про причинний порядок усіх явищ, про можливість досягти достовірного знання, відмінного від суб'єктивних думок. Він синтезував у своєму вченні великий обсяг сучасних йому природно-історичних знань, розробив етичне вчення, яке справило згодом вплив на Епікура.

### Софісти
У 5 столітті до н. е. філософська думка Греції концентрувалася в Афінах, які стали після греко-перських воєн економічним, політичним та культурним центром всієї Еллади. В цей час розвиток демократичних установ зумовив необхідність підготовки освічених людей, що володіють технікою політичного і судового красномовства, обізнаних у питаннях політичного життя. З'явилися вчителі таких знань, яких називали софістами. Софісти популяризували філософію, просунули вперед риторику (Горгій), граматику і стилістику (Продік), міркували про мораль у законах і політичних установах (Гіппій, Фрасімах та інші). Філософський напрям, який називають софістичним, характеризувався еклектизмом і скептицизмом. Це було пов'язано з тим, що попередні течії грецької філософії, вводячи першооснову сущого, в якій реалізується єдність космосу, приводили до думки про те, реальний світ зовсім не такий, яким людина його бачить і відчуває. Першоджерела ранніх грецьких філософів не давали можливості пізнання реальності. Пізнання мінливого світу явищ дає тільки враження, думку про світ. Софісти, які розглядали саме чуттєвий світ у його проявах, повинні були прийти до висновку про відносність уявлень людини про природу. Мірою всіх речей стає людина, її сприйняття і оцінка, як учив Протагор (5 століття до н. е.). Це призвело до скептичного ставлення до людського знання взагалі та до спроб еклектичного комбінування стародавніх космологічних систем.

## Класична грецька філософія

### Сократ
Новий період давньогрецької філософії почався з Сократа (5 століття до н. е.), думки якого відомі у переказі Платона. Сократ не переймався питаннями космології, але, з іншого боку, відкинув релятивізм софістів і переніс дослідження у моральну область, прагнучи знайти загальне і безумовне знання не в чомусь зовнішньому, а в собі самому. Самопізнання є початок мудрості і справжньої людської діяльності, теоретичної та практичної. Викриваючи уявне знання, Сократ відшукував універсальний початок розумного пізнання. Він стверджував моральну гідність людини як вільно-розумної істоти, що повинна здійснювати вищу правду.
Сократ не заснував школи, але його послідовники, які по-різному тлумачили його вчення, заснували низку філософських шкіл після його смерті (так звані, сократичні школи, 4 століття до н. е.). Мегарська школа, заснована Евклідом Мегарським (Евбулід, Алексін, Діодор Крон), розвинула формальну діалектику Сократа. Той самий характер мала елідо-еритрейська школа (засновник Федон Елідський). Антисфен заснував школу кініків, Арістіпп — киренську школу. Для обох останніх характерне заперечення можливості і корисності розумного пізнання, обмеження філософії практичною мудрістю. Вищу мету, з якою слід узгоджуватися, вони розуміли по-різному. Кініки бачили її в чесноті, яка полягала у самовизволенні від пристрастей і потреб (апатія), киренаїки — у насолоді (Арістіпп) або у відсутності страждань (Гегесій). Найплідніший розвиток сократівська ідея досконалого розуму як джерела істинного знання отримала у вченні Платона, де вона перетворилась в умоглядний ідеалізм.

### Платон
Вчення Платона є синтезом досократівського напрямку давньогрецької філософії (піфагорійці, Геракліт, Парменід), який прагнув осмислити мінливий і множинний світ явищ як всеосяжну єдність буття, і вчення Сократа про довершений розум. Центральним для філософії Платона є світ вічних, незмінних ідей, який єдиний є насправді реальним. Цілокупність ідей, яка в своїй єдності виступає як вище, справжнє буття є основою для пізнання. Ця цілокупність ідей втілюється у вигляді множинного чуттєвого світу, зв'язуючись з іншою першоосновою — відносним небуттям. Небуття — умова реалізації світу ідей у світі явищ, але останній, народжений і тому несе в собі небуття, вже не є справжнім. Істинність, як і саме існування, він отримує лише завдяки причетності до ідей. Людське пізнання пояснюється причетністю до цієї сущої істини душі людини, яка, будучи безсмертною, хоча і схильною до кругообігу, спочатку споріднена вищому буттю. Світ, як його бачить людина, є тільки відображенням справжнього реального світу, театром тіней, хоча до свого народження людина мала повне знання про реальний світ ідей. Пізнання правди Платон розуміє як спогад того, що душа споглядала до народження. Етичне вчення Платона містить в собі, з одного боку, споглядальний аскетизм, з іншого — прагнення до вдосконалення людського суспільства (реформа звичаїв, виховання; утопія держави, в якій панують філософи). В останній період життя Платона його філософія все більше зближується із піфагорейською містичною математикою. Цей характер успадкувала після його смерті Платонівська академія в особі його найближчих наступників — Спевсіппа, Ксенократа та інших.

### Арістотель
Арістотель, учень Платона, заснував у 335 до н. е. самостійну школу — Ліцей. Погоджуючись із Платоном щодо прийняття ідеальних загальних засад, осяжних нашим розумом, Арістотель, однак, не протиставляє їх дійсності. Як справжні причини і першооснови речей ідеї суть живі «енергії», якими має визначатися всякий рух, розвиток, сама реальність. Не існує насправді абстрактної матерії (абсолютно безформної потенції), немає і чистих ідей — вони здійснюються в реальних речах. Природа — природна градація одиничних речей, або «субстанцій», за межами якої перебуває як її верхня межа божественний розум, нерухомий першорушій світу, а як нижня — невизначена речовина, здатна прийняти будь-яку форму. Це вчення про буття Арістотель поклав в основу синтезу, що охоплює величезне коло знань про природу і суспільство. Логіка роботи Арістотеля впродовж двох тисячоліть служила базисом логічних досліджень. Природноісторичні твори Арістотеля являють собою широку систематизацію вивчення природи. Започатковану Арістотелем роботу в галузі історії та природознавства продовжували його учні: Теофраст (класична ботаніка, історія фізики, етичні трактати тощо), Евдем Родоський (етика, історія наук), Аристоксен (теорія музики), Дикеарх (історія культури Греції).

## Криза грецької філософії
Характер грецької філософії значно змінився після завоювань Александра Македонського. Грецька культура вийшла за межі колоній-полісів, поширившись у Передній Азії та Північній Африці. Становище громадян полісів змінилося. Якщо раніше вони брали активну участь в управлінні, що було не тільки їхнім правом, але вважалося обов'язком громадянина, то у великих військово-монархічних державах вплив окремої людини значно зменшився, що знайшло відображення у зміні характеру мислення. Освальд Шпенглер називає цей процес переходом від культури до цивілізації. За нових обставин філософія стала шукати визначення таких принципів особистої поведінки, які могли б надати мислителю найвище доступне йому благо. Міркування грецьких філософів усе ще опиралися на космологічні уявлення, але тепер на перше місце вийшли питання етики. Для нового періоду властивий сумнів у можливості людини пізнати природу й саму себе, що призвело до поширення філософського скептицизму. З поширенням християнства грецьким філософам довелося вступити в полеміку з християнською апологетикою періоду патристики.

### Стоїцизм
З виниклих у 4-3 століттях філософських шкіл переважний вплив отримали стоїцизм (засновник Зенон із Кітіона), школа Епікура і скептицизм. У центрі вчення стоїків (в систематичній формі воно викладене Хрісіппом, 3 століття до н. е.) — етичний принцип покори світовому закону. Єдину світову силу, якою є бог, але за своїм внутрішнім законом перетворюється на світ, стоїки слідом за Гераклітом шукають у вогні. Вогонь є і першоречовина, і світова душа, розум, якому підвладні будь-який рух і будь-яке творіння. Людина включена у розумну єдність природи, і її чеснота полягає в підпорядкуванні своєї волі пізнанню законів природи. Поведінка людини має визначатися благом світового цілого, але піднятися до його пізнання можна лише за умови стриманості і самовладання.

### Епікурейство
Вчення Епікура також характеризується переважно увагою до проблем етики. Розвиваючи матеріалістичний атомізм Демокріта, Епікур висунув гіпотезу про самовільне відхилення руху атомів від прямих траєкторій і використовував її не тільки у космології і фізиці, але і в етиці, розглядаючи це відхилення як мінімум свободи в рамках причинного зв'язку природних явищ. На цій основі Епікур побудував вчення про людину, її душу, а також етику, ідеалом якої є незворушність мудреця, який задовольняє тільки ті потреби, які є необхідними і природними. Найзначнішим із послідовників Епікура був римський філософ Лукрецій Кар.

### Скептицизм
Для давньогрецького скептицизму (Аркесілай, Карнеад, 3-2 століття до н. е.), пізніше Енесідем і Секст Емпірик, характерні ідеї сумніву в достовірності відчуттів, однакової доказовості протилежних думок, з чого випливає утримання від будь-яких суджень.

### Римський період
У період римського панування в Греції відроджувались стародавні філософські вчення, набуваючи релігійного і містичного забарвлення. З'являються також спроби поєднати різні напрямки у філософії, тілесне та духовне (Калліфон). Містицизм характерний для гностицизму неопіфагорійців. Філософія неопіфагорейства приймає дуалізм Бога і матерії. Спробами подолання такий дуалізм шляхом введення посередніх початків були вчення Філона Александрійського (1 століття до н. е. — 1 століття н. е.), а також філософія останньої школи давньогрецької філософії — неоплатонізму (3-6 століття нашої ери — Плотін, Порфірій, Ямвліх, Прокл). Система Плотіна — діалектика сходження від першоєдиногоо невимовного божества через посередні ланки: Розум, Світову душу, душі окремих людей — до небуття, або матерії, і зворотного руху людської душі, що з'єднується з богом в екстазі, що досягається шляхом вправ і аскези.
У 6 столітті нашої ери давньогрецька філософія припинила свій самостійний розвиток, але її ідеї продовжували впливати на філософську думку усіх наступних періодів. Давньогрецька філософія явилася вихідною основою всього подальшого розвитку західноєвропейської філософії, надавши визначальний вплив на становлення та формування середньовічної філософії (традиції платонізму та арістотелізму); надалі її ідеї засвоювалися і відтворювалися в різноманітних напрямках новоєвропейської філософії — як матеріалістичних, так і ідеалістичних.

## Феномен давньогрецької філософії
Перші філософські вчення виникли близько 2 500 років тому в Індії, Китаї і Стародавній Греції. Однак тільки давньогрецька філософія являє собою цілком оригінальне, завершене явище, яке корінним чином вплинуло на західну цивілізацію.
Особливості давньогрецької філософії
- набула автономного характеру розвитку;
- постала відкритою та доступною: всі вільні громадяни, крім жінок, мали право займатися філософією;
- була надзвичайно пластичною, здатною набувати різних форм та виявлень;
- терпимо ставилась до різних ідей та позицій;
- була надзвичайно динамічною у розвитку.

Умови появи феномену давньогрецької філософії
- географічно-кліматичні — розміщення Балканського півострова, де починається розвиток античної філософії, на перетині трьох континентів, сприятливий клімат, наявність різних кліматичних зон (гори, ріки, затоки);
- культурно-історичні — Стародавня Греція перебувала в інтенсивних контактах із давнішими цивілізаціями, зверталась до їх здобутків та вміла їх оцінити, переосмислити і використати;
- соціальні — високий рівень розвитку соціальних стосунків та діяльності, різноманітність напрямів життєдіяльності, існування полісної форми організації життя, демократичний устрій, інтенсивні контакти між містами;
- відносна зрозумілість давньогрецької міфології та її близькість до людини;
- талановитість, активність та рухливість стародавніх греків.